# Canchy (Somme)
 Canchy ist eine französische Gemeinde mit 346 Einwohnern (Stand 1. Januar 2022) im Département Somme in der Region Hauts-de-France. Sie gehört zum Arrondissement Abbeville und zum Kanton Abbeville-1.
Das Gemeindegebiet liegt im Regionalen Naturpark Baie de Somme Picardie Maritime.

## Weblinks

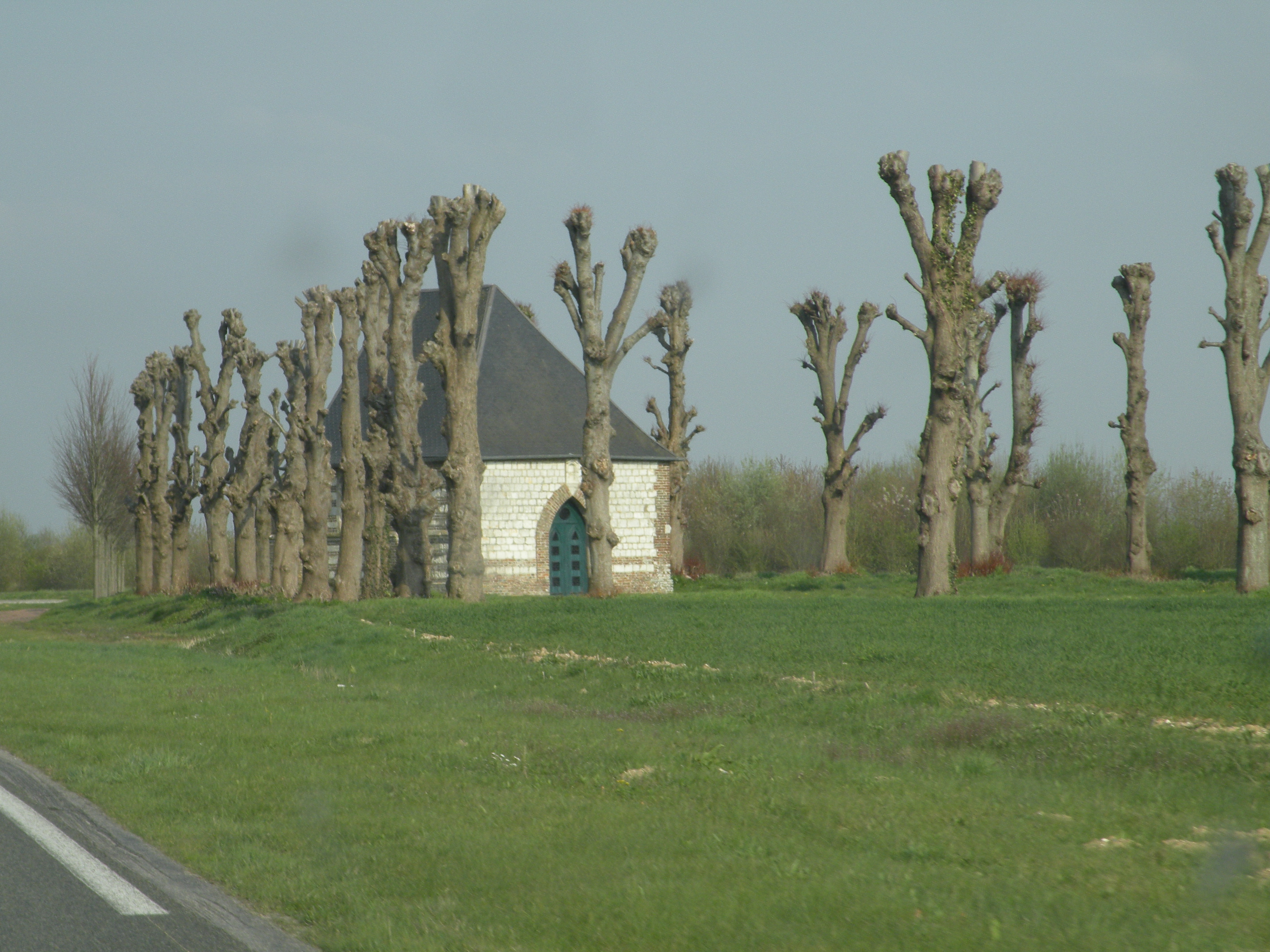
Kapelle Notre-Dame-du-Foy

## Bevölkerungsentwicklung
| Jahr      | 1962 | 1968 | 1975 | 1982 | 1990 | 1999 | 2009 | 2012 |
| Einwohner | 376  | 380  | 346  | 327  | 313  | 307  | 310  | 314  |

## Sehenswürdigkeiten

Kirche Saint-Pierre

- Kirche Saint-Pierre
- Kapelle Notre-Dame-du-Foy